# میشا مایسکی
میشا مایسکی (لتونیایی: Miša Maiskis؛ زادهٔ ۱۰ ژانویهٔ ۱۹۴۸) موسیقی‌دان و نوازنده ویولنسل اهل لتونی است.